# Alga calcária

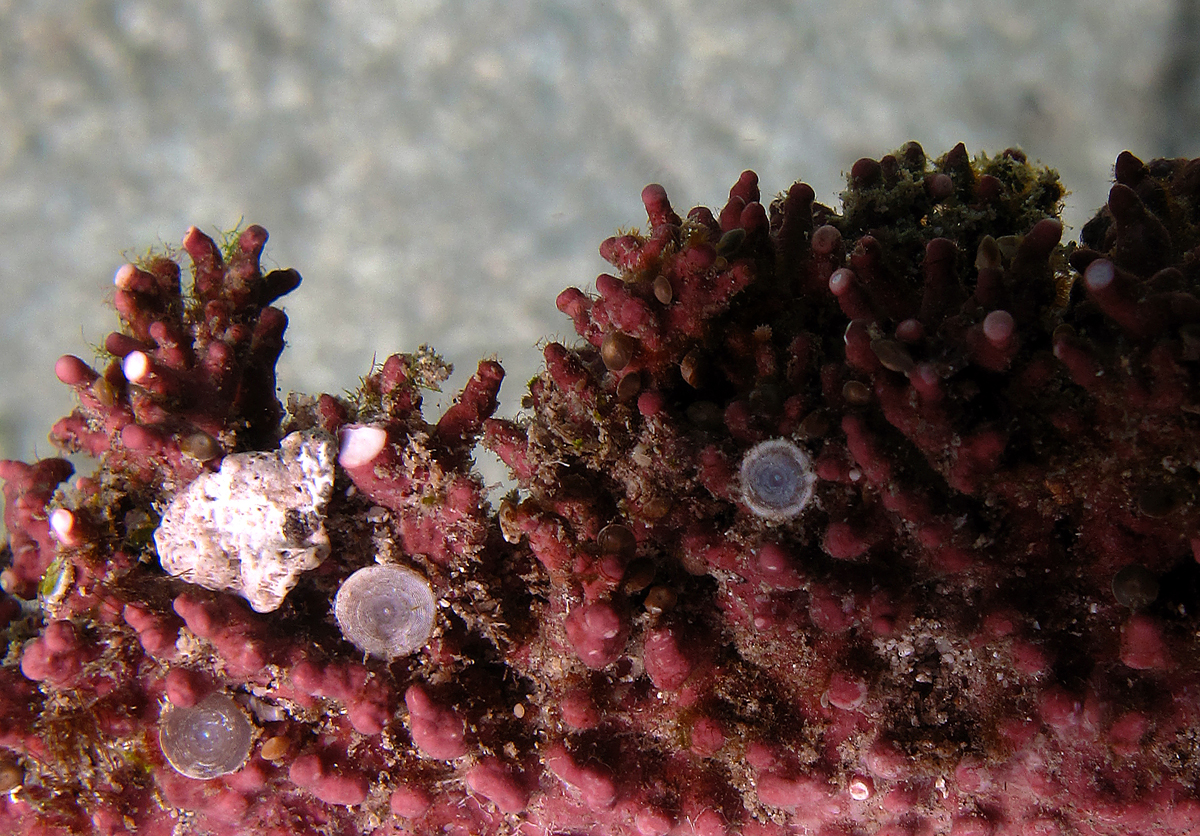
Macroalga rodofícea do gênero Lithothamnion que pertence ao grupo das algas calcárias.

Algas calcárias são um agrupamento não taxonômico de micro e macroalgas, bentônicas e planctônicas, com capacidade de precipitar interna e/ou externamente carbonato de cálcio (CaCO3) na sua estrutura celular (no caso de microalgas) ou no seu talo (no caso de macroalgas). Dependendo da espécie, esse material esquelético pode ser depositado na forma de aragonita ou calcita, sendo a primeira mais comum e frágil. As macroalgas calcárias pertencem aos filos Rhodophyta (algas vermelhas) e Chlorophyta (algas verdes) e à classe Phaeophyceae (algas pardas). Entre as microalgas calcárias destacam-se os cocolitororídeos (classe Prymnesiophyceae). Algumas cianobactérias (filo Cyanobacteria) também são consideradas algas calcárias.

## Calcificação
O processo de calcificação das algas calcárias ainda não foi completamente elucidado, mas sabe-se que está relacionado à fotossíntese e absorção de dióxido de carbono. Essas algas têm um grande potencial para se tornarem depósitos sedimentares de carbono inorgânico, assumindo um papel de reguladoras climáticas. Cerca de 95% do peso seco das algas calcárias é carbonato de cálcio e há uma tendência de menor taxa de crescimento para aquelas espécies que possuem maior grau de calcificação.

## Crescimento

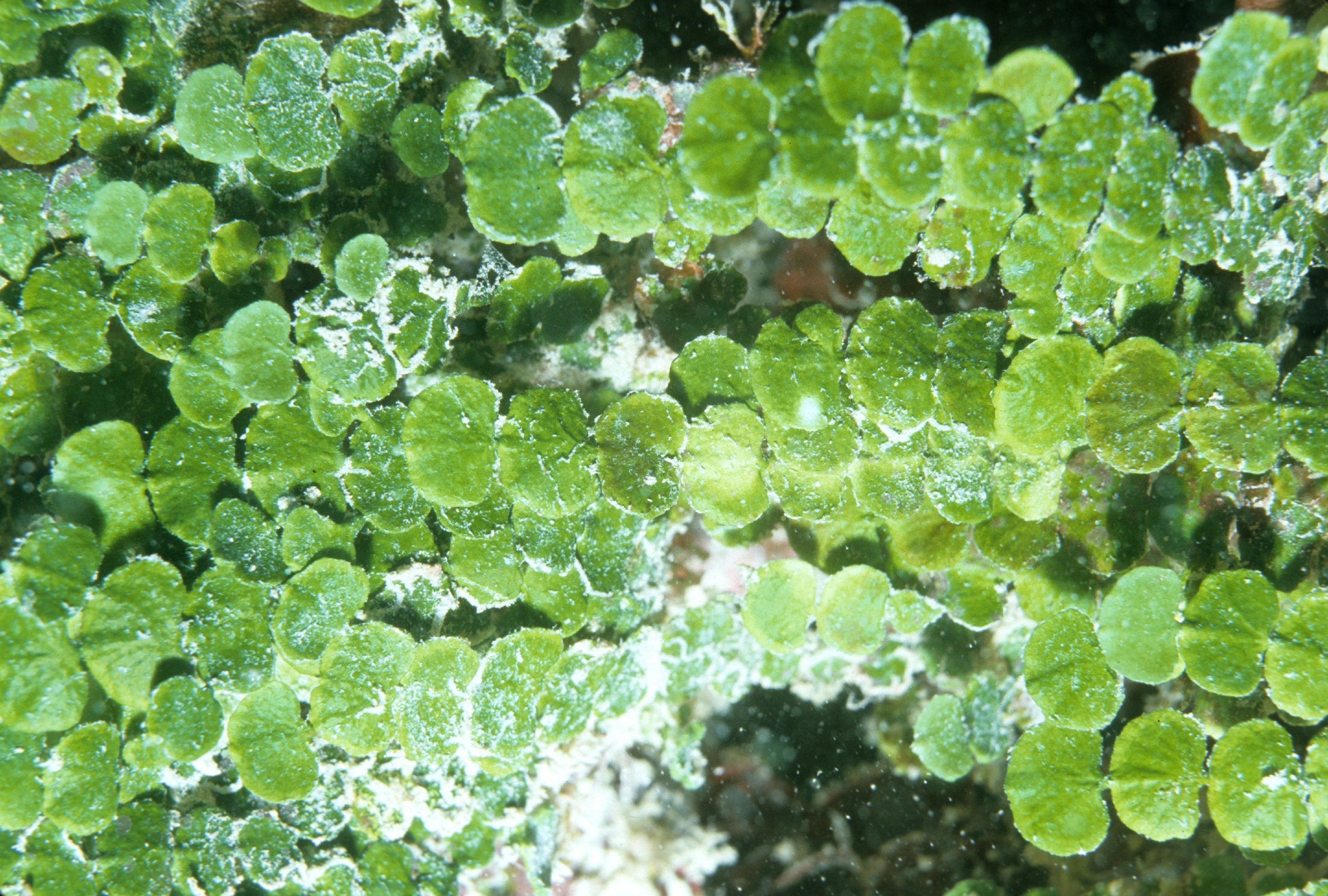
Macroalga clorofícea da espécie Halimeda copiosa que secreta carbonato de cálcio na forma de aragonita.

Em geral seu crescimento é lento, variando de milímetros até alguns centímetros por ano dependendo do local e da espécie. Este fato torna as algas calcárias vulneráveis à explotação comercial em larga escala. Entretanto, há exceções como o gênero Halimeda, que pode crescer aproximadamente 4 centímetros por mês, e o gênero Penicillus, que possui ciclo de vida curto (30 a 63 dias) e se multiplica muito rapidamente.

## Distribuição
As algas calcárias apresentam distribuição global, estando presentes desde os trópicos até as regiões polares. O Brasil é apontado como o país que apresenta os maiores bancos de algas calcárias do mundo ao longo de sua costa. Eles estão localizados desde o Maranhão até o sul do Rio de Janeiro e também no litoral de Santa Catarina, ocupando uma área estimada em 230.000 quilômetros quadrados.

## Habitat
Em função de sua diversidade, as algas calcárias ocupam o maior número de habitats dentre todas as algas, com representantes tanto de água doce quanto de água salgada. A maioria das espécies é marinha, habitando desde a zona entremarés até profundidades superiores a 200 m (isto é, no limite entre as zonas fótica e afótica). Este é o caso das algas vermelhas que são os macroorganismos fotossintetizantes que conseguem sobreviver nas maiores profundidades porque realizam fotossíntese usando comprimentos de onda correspondentes à cor azul no espectro eletromagnético.

## Ecologia
As algas calcárias são importantes formadoras e cimentadoras de recifes, formando uma rígida estrutura tridimensional complexa que serve de abrigo para várias espécies marinhas. Entre as formadoras de recife destacam-se as espécies coralíneas não-articuladas e as clorofíceas do gênero Halimeda, que também contribuem para a produção de sedimento marinho. Um exemplo disso é o Atol das Rocas, localizado no Atlântico equatorial, que é majoritariamente formado por algas calcárias.
Existem entre 300 e 500 espécies de algas calcárias, das quais ao menos 79 são encontradas no Brasil. Apesar disso, ainda se sabe pouco sobre a real diversidade e estrutura dessas algas no Brasil e no mundo. Entre as razões para essa falta de conhecimento estão as dificuldades de se trabalhar com algumas dessas algas. Por exemplo, as rodofíceas coralíneas não-articuladas possuem baixa biomassa e baixa taxa de crescimento. Além disso, sua identificação taxonômica é complicada porque grupos filogeneticamente distintos possuem aparência semelhante e sua morfologia muda de acordo com o ambiente (em função da incidência de radiação solar e circulação de água). Neste caso, elas costumam apresentar mais ramificações em ambientes mais iluminados, enquanto tendem a se tornar mais esféricas em ambientes menos iluminados.
Devido ao seu esqueleto de carbonato de cálcio, as algas calcárias são preservadas mais facilmente ao longo do tempo geológico, permitindo que sejam frequentemente encontradas em registros fósseis. Alguns dos exemplares fósseis mais antigos da Terra são cianobactérias calcificadas. A presença de seus registros fósseis também pode indicador a existência de petróleo.

## Importância econômica
Historicamente, as algas calcárias têm sido usadas de maneira artesanal para tratamento de solos ácidos. Sua explotação industrial começou na França em 1956, ou seja, após a Segunda Guerra Mundial. Seu uso indiscriminado pode causar danos ambientais e esgotar os estoques disponíveis, como aconteceu em amplas áreas da Bretanha na década de 1970. Outros impactos ambientais incluem o impedimento temporário da pesca e o agravamento da erosão costeira em bancos explorados próximo à costa. Em decorrência desses problemas, estudos de impacto ambiental são fundamentais para se entender melhor a viabilidade e sustentabilidade do uso industrial dessas algas.
As potenciais aplicações das algas calcárias são amplas, principalmente no caso da rodofícea Lithophyllum calcareum. Esta macroalga é fonte de macro e microminerais, apresentando alta concentração de cálcio e magnésio além de oligoelementos como ferro, boro, níquel, cobre, zinco, molibdênio, selênio e estrôncio. Associados a ela também existem microrganismos decompositores de matéria orgânica, que aumentam a porosidade do solo. Assim, as algas calcárias são relevantes na agricultura e na alimentação (tanto humana quanto de outros animais), podendo ser aplicadas no seu estado natural ou na forma de pó (após secagem, moagem e ensacamento). A concentração e biodisponibilidade de minerais e elementos químicos nas algas calcárias varia entre locais diferentes, profundidade em que são encontradas na coluna de água e estação do ano.

### Agricultura
Seus principais usos na agricultura são como fertilizantes e corretivos de solo. O uso de Lithophyllum calcareum é interessante por propiciar o aumento na produção de açúcar em frutas, o desenvolvimento radicular de plantas cítricas e a resistência de plantas a doenças, pragas, acamamento e falta de água. Outros usos das algas calcárias na agricultura incluem: (1) o melhoramento físico, químico e biológico do solo; (2) a melhora na disponibilidade de fósforo; e (3) a ativação do desenvolvimento das bactérias autotróficas nitrificantes.

### Alimentação
Na alimentação humana, as algas calcárias são usadas basicamente como suplemento de cálcio e agente antiácido. Na alimentação de outros animais (principalmente aves, bovinos, suínos e equinos), elas podem ser usadas como agente antiácido e suplemento (substituindo o uso de rochas e outras fontes inorgânicas). As vantagens das algas calcárias na alimentação incluem o fato de serem fontes renováveis e extraídas do ambiente com menos impacto. Sua composição química é rica em minerais e oligoelementos, diminuindo o antagonismo iônico e aumentando a solubilidade. Isso acaba facilitando a biodisponibilidade e absorção desses minerais e oligoelementos no trato digestivo. Suplementos de cálcio são extremamente importantes na pecuária por representar uma porcentagem expressiva dos custos de alimentação, que podem corresponder a 70% do custo de produção.
O uso de suplemento de cálcio é especialmente importante em aves poedeiras e de corte, visto que aumenta a produção de ovos e o crescimento corporal, respectivamente. Aves alimentadas com vegetais geralmente precisam de uma suplementação de cálcio. Alguns estudos já foram realizados sobre o efeito do uso da macroalga Lithophyllum calcareum como suplemento alimentar na criação de aves. Dentre os resultados, observou-se um aumento na espessura e peso da casca do ovo e um aumento no peso de frangos e codornas.

### Outras aplicações
As algas calcárias também podem ser usadas na potabilização da água, neutralizando seu pH e controlando a corrosão das tubulações e sua contaminação por elementos químicos. No tratamento da água de lagos, elas regulam a acidez e provocam a precipitação da matéria orgânica, melhorando suas características físicas, químicas e biológicas. Na indústria cosmética, as algas calcárias podem ser usadas na fabricação de cremes, géis e sais de banho. Na odontologia, elas ainda pode ser usadas como biocerâmica em implantes cirúrgicos ósseos.